# Торчицька сільська рада
| Торчицька сільська рада — колишній орган місцевого самоврядування у Ставищенському районі Київської області з адміністративним центром у с. Торчиця. Історична дата утворення: 21 липня 1994 року. Водоймища на території, підпорядкованій даній раді: річка Торч. Сільській раді булипідпорядковані населені пункти: - с. Торчиця |

## Склад ради
Рада складалась з 12 депутатів та голови.

### Керівний склад ради
| ПІБ                        | Основні відомості                                                         | Дата обрання | Дата звільнення |
| -------------------------- | ------------------------------------------------------------------------- | ------------ | --------------- |
| Сорока Василь Миколайович  | Сільський голова, 1958 року народження, освіта, безпартійний              | 26.03.2006   | 31.10.2010      |
| Чикирис Олександр Петрович | Сільський голова, 1964 року народження, освіта вища, член Партії регіонів | 02.06.2013   |                 |

Примітка: таблиця складена за даними джерела